# Залісся Перше
Залі́сся Пе́рше (до 4 червня 1945 року — Фрідрівці) — село в Україні, у Кам'янець-Подільському районі Хмельницької області. Належить до Орининської сільської територіальної громади.

## Назва
Історична назва «Фрідрівців» походить, ймовірніше, від імені чи фамілії власника чи першопоселенця — Фрідріха. 4 червня 1945 року село «Фрідрівців» перейменовано на «Залісся», через німецьке походження історичної назви.

## Географія
Подільське село Залісся Перше розкинулось на подільській височині в південно-західній частині України, за 15 кілометрів від Кам'янця-Подільського. У селі починається річка Безіменна притока Жванчика.

## Історія
На території села виявлено залишки трипільської та черняхівської культур.
Село згадується в історичних документах з 1410 року.
Внаслідок поразки визвольних змагань на початку XX століття, село надовго окуповане російсько-більшовицькими загарбниками.
Радянська окупація принесла колективізацію та розкуркулення, мешканці села зазнали репресій.
В 1932–1933 селяни села пережили сталінський голодомор.
4 червня 1945 року, село було перейменовано з Фрідрівців на Залісся, через німецьке походження історичної назви. Комуністичній владі у немилість потрапили назви інших народів, у різний час було вилучено практично усі назви поселень, в основах яких звучали як давні, так і новітні етноніми. Виняток було зроблено лише для етноніма «російський». А у 1946 році змінено на Залісся Перше, для розрізнення з іншим селом, яке отримало назву Залісся Друге.
11 серпня 1954 року об'єднано Заліську і Параївську сільради в одну Заліську з центром в селі Залісся Перше.
З 1991 року в складі незалежної України.
Станом на 7 березня 1998 року сільській раді було підпорядковано два села — Залісся Перше і Параївка.
У 2012 році в лісі між селами Кадиївці й Залісся Перше було знайдено молочний бідон, що містив чималий пакунок документів ОУН.
24 грудня 2019 року шляхом об'єднання сільських рад Кам'янець-Подільського району село Залісся Перше увійшло до складу Орининської сільської громади, до цього органом місцевого самоврядування була Заліська сільська рада.
Під час адміністративно-територіальних реформ належало до Орининського району (з 7 березня 1923 до 22 вересня 1959 року), з 23 вересня 1959 року — до Кам'янець-Подільського району (1923—2020), а з 17 липня 2020 року в результаті адміністративно-територіальної реформи — до нового Кам'янець-Подільського району.
8 серпня 2023 року селі Залісся Перше на Кам'янеччині парафія церкви святого Архістратига Михаїла перейшла з Московського патріархату в Православну Церкву України.

## Населення
Населення становить 1188 осіб станом на 2001 рік.

## Об'єкти соціальної сфери
В селі є загальноосвітня школа 1-3 ступенів, будинок культури, дві бібліотеки. Працюють також медпункт, дитячі ясла.

## Релігія
- Церква святого Архістратига Михаїла (ПЦУ)

## Охорона природи
Село лежить у межах національного природного парку «Подільські Товтри».

## Галерея

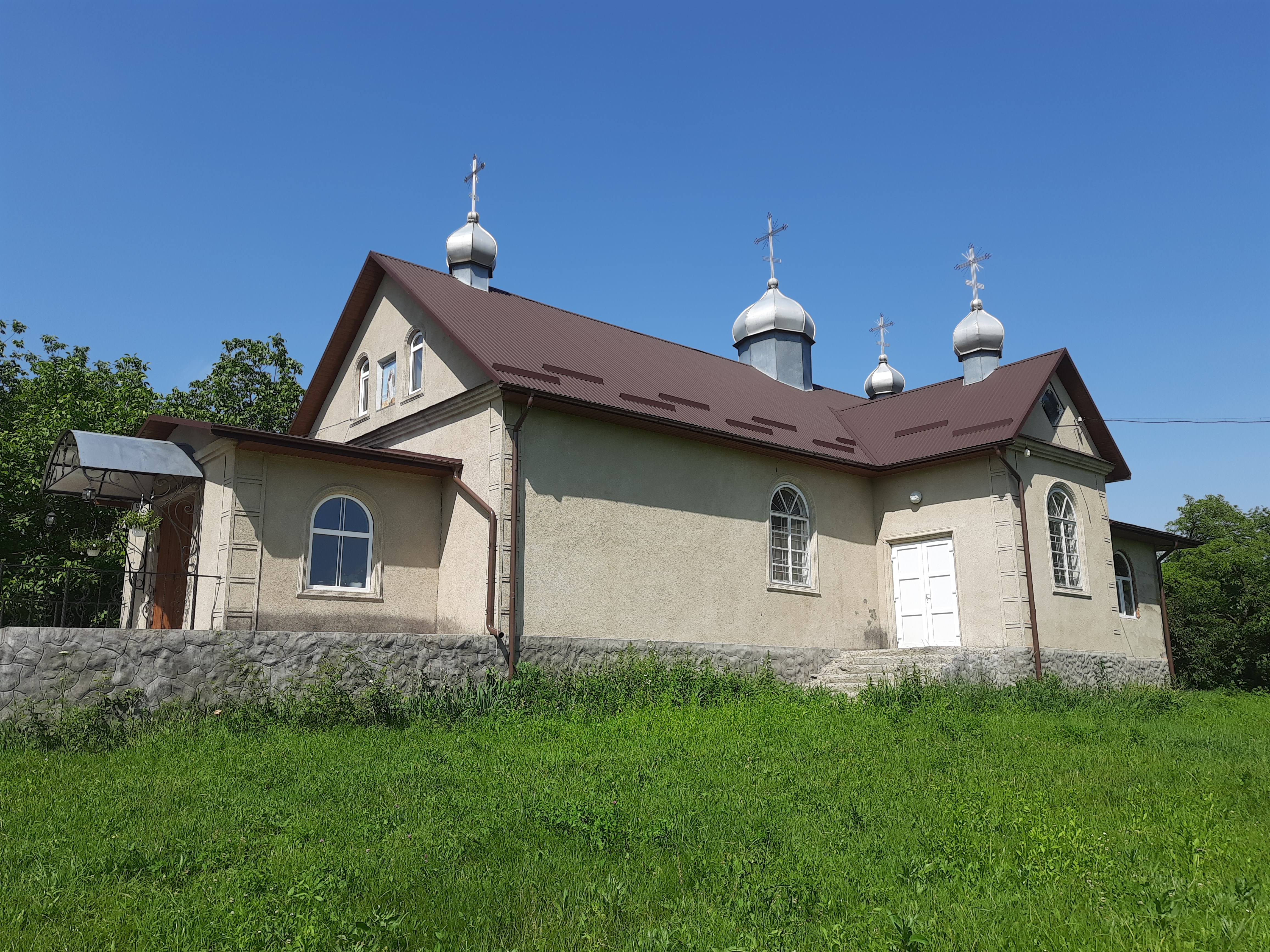
Михайлівська церква
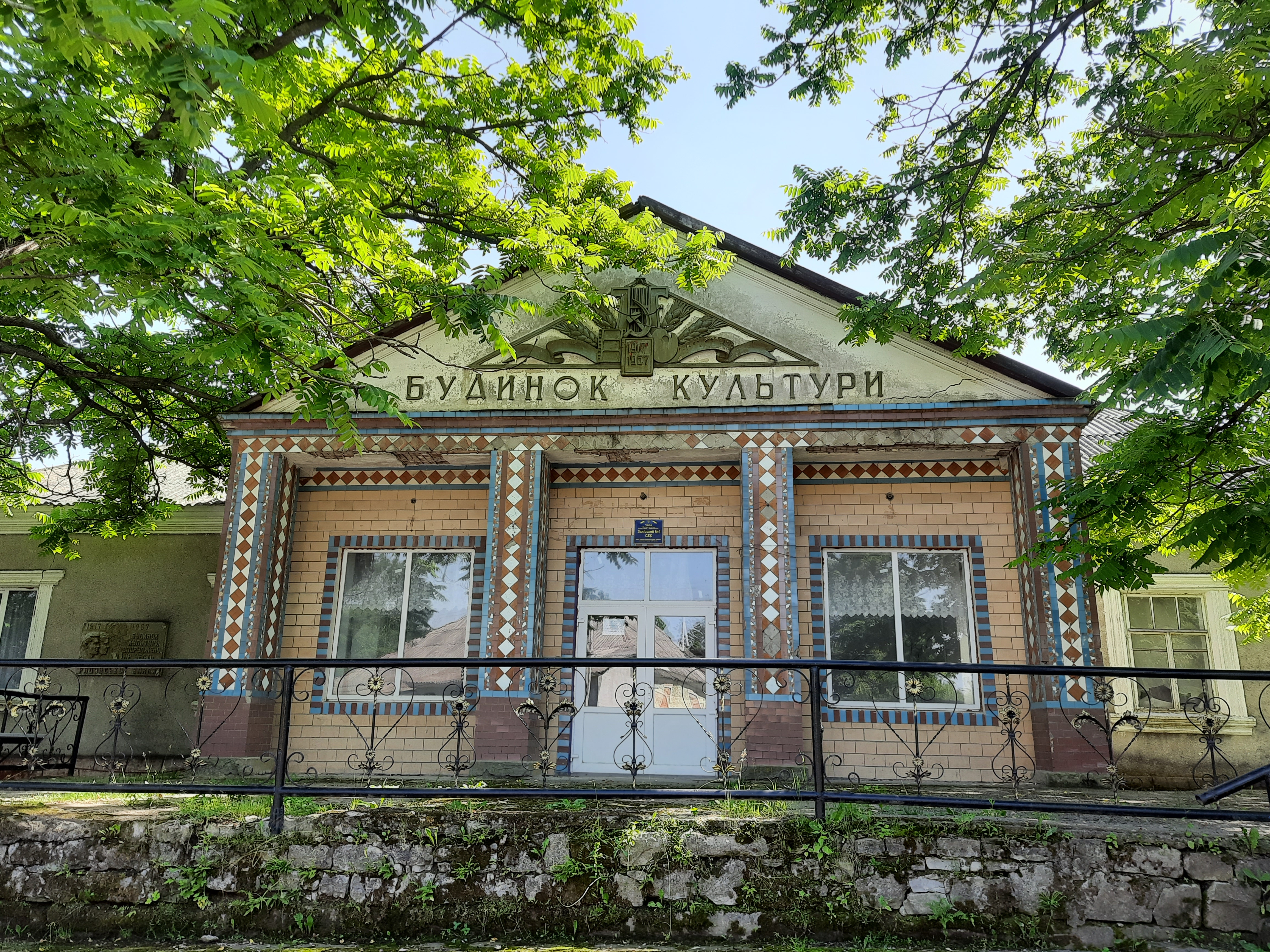
Будинок культури
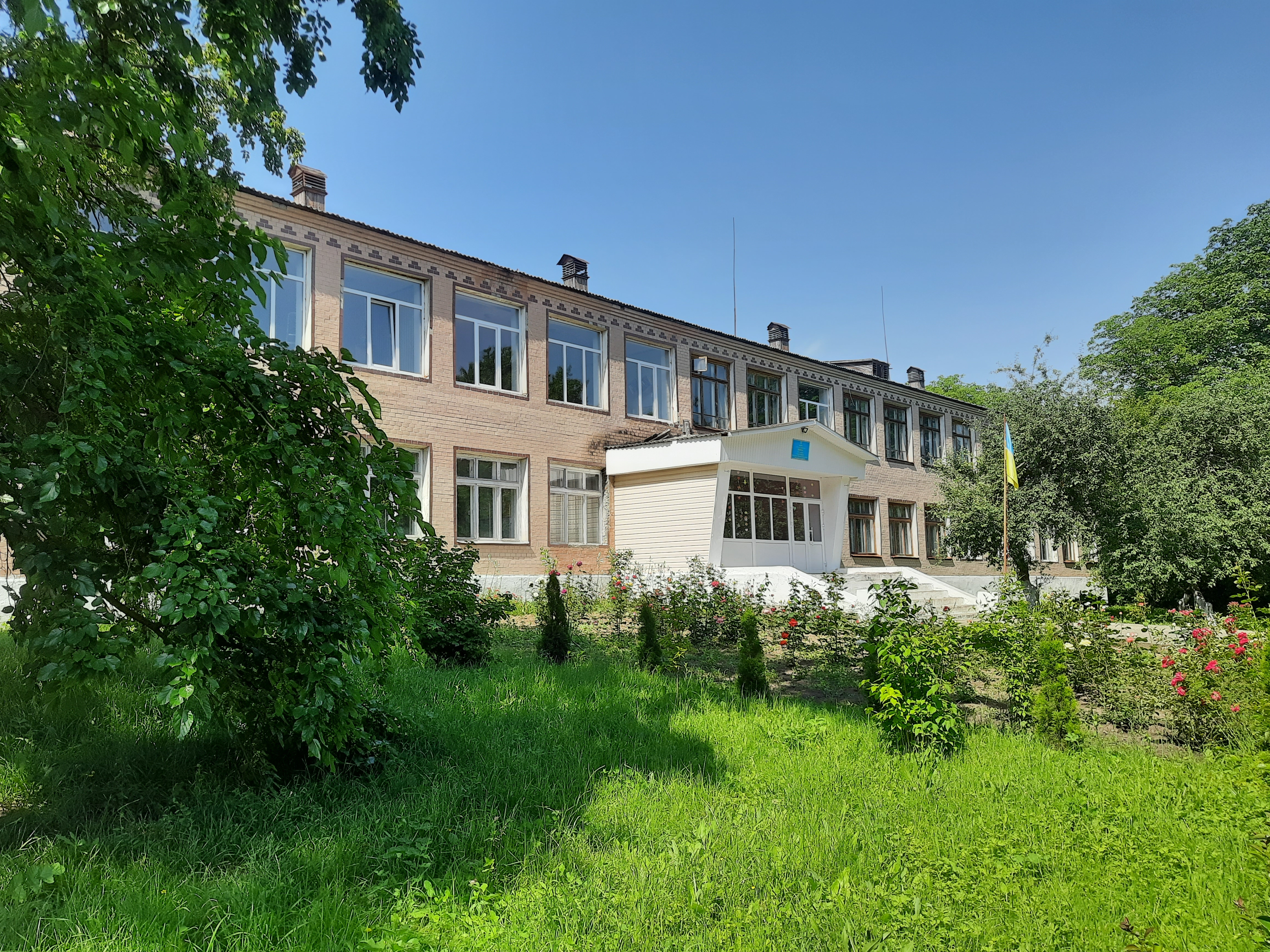
Школа
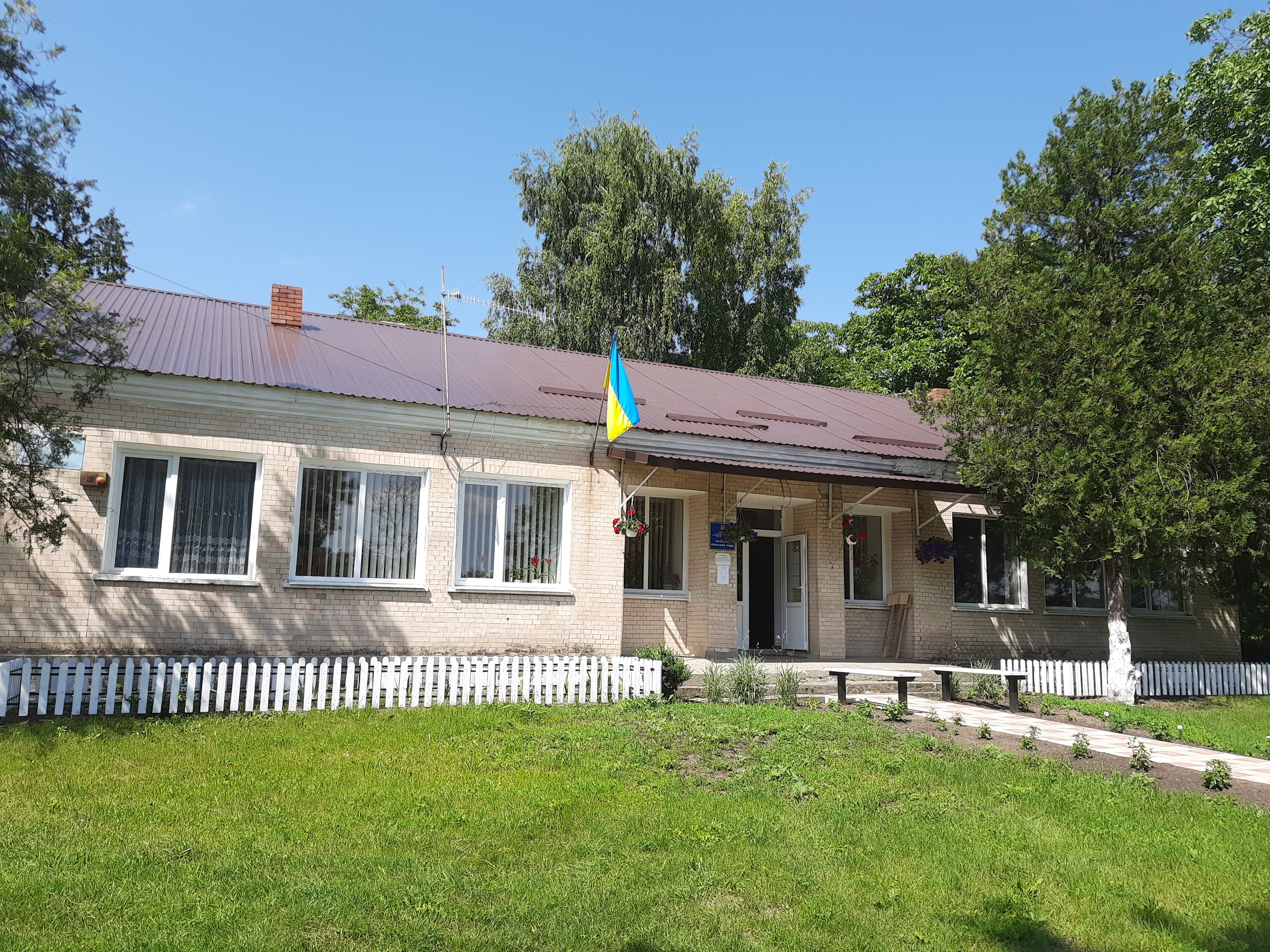
Старостат
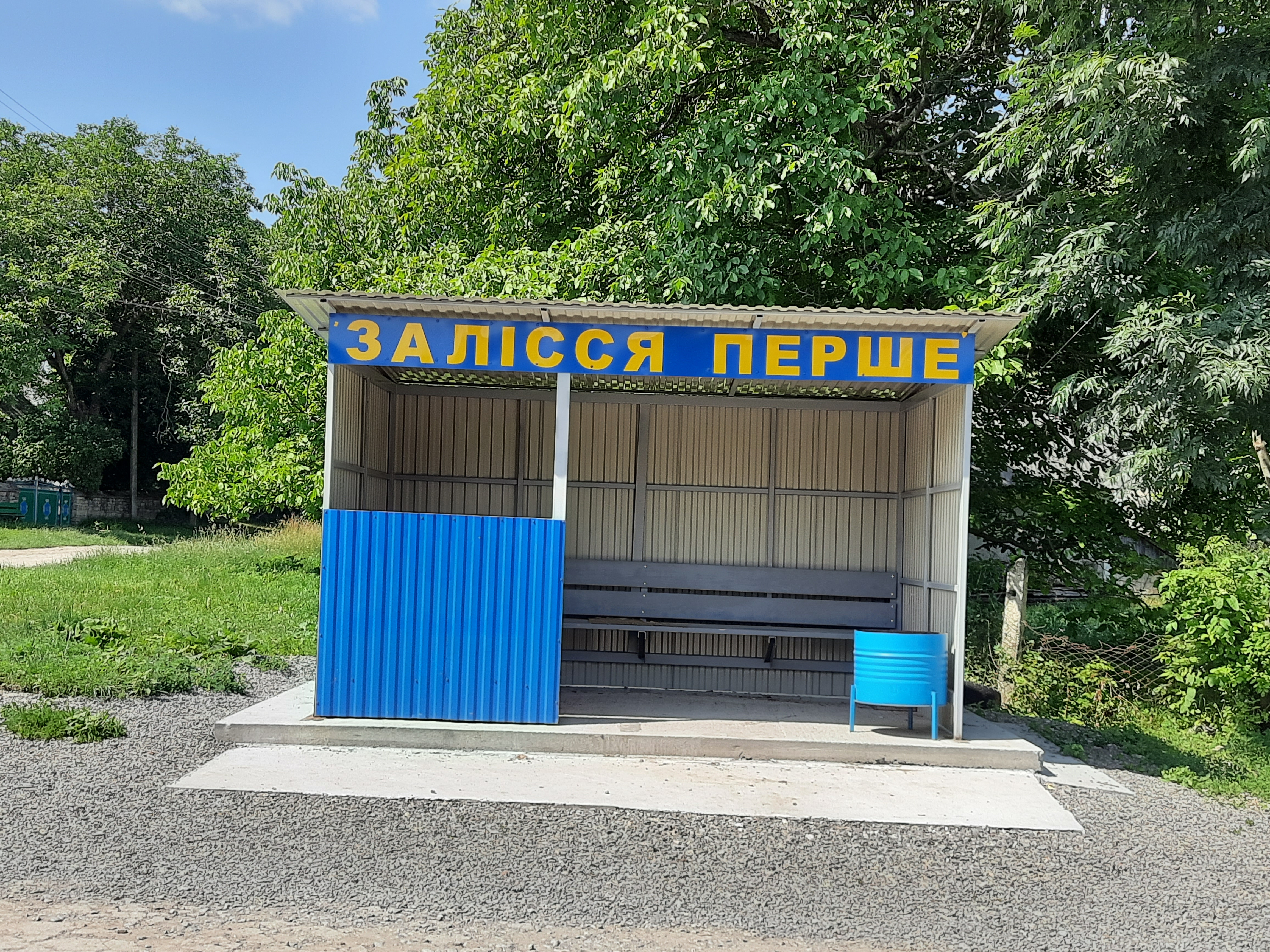
Автобусна зупинка